# Voivodat de Poznań (1921–1939)
El Voivodat de Poznań (en polonès Województwo Poznańskie) era una unitat de divisió administrativa i el govern local a Polònia en els anys 1921-1939, creat després de la Primera Guerra Mundial de la província prussiana alemanya de Poznań (Província de Posen). Les fronteres van ser canviades en el 1939: la ciutat de Bydgoszcz va passar a la Pomerània, però es van incloure algunes zones de l'est (veure Canvis territorials de Voivodats polonesos a l'1 abril de 1938).
Durant la Segona Guerra Mundial, va ser ocupada per Alemanya nazi i es va annexar com Reichsgau Wartheland "(província del Reich de la Terra del Riu Warta)". Polonesos i jueus van ser classificats per les autoritats alemanyes com a untermenschen i sotmesos a la presó, l'esclavitud i l'extermini.

## Àrea i països
Entre l'1 abril de 1938 i l'1 de setembre de 1939, l'àrea del Voivodat va ser de 28.089 quilòmetres ², i la seva població - 2.339.600 (segons el cens de 1931 polonès). Constava de 29 powiats (el nombre més alt a Polònia, però, la majoria d'ells eren molt petits, tant en superfície com en població), 100 municipis (el nombre més alt a Polònia) i 237 llogarets. La densitat del ferrocarril va ser alta, amb 10,1 km. als 100 km² (longitud total de ferrocarrils dins l'àrea de la Voivodat va ser de 2.684 quilòmetres., la més alta de tot el país). Els boscos cobrien el 19,8% de la Voivodat, que va ser inferior a la mitjana nacional (el 1937 la mitjana va ser de 22,2%).
Poznańskie Voivodat va ser un dels més rics i millor desenvolupat a la Polònia d'entreguerres. Amb nombroses ciutats i ferroviària ben desenvolupada, sinó que també era un graner del país, la seva agricultura d'alta eficiència va ser ben mecanitzada. La ciutat de Poznań va ser un gran centre industrial, així com un encreuament clau de ferrocarril. Només el 7,6% de la població era analfabeta, la qual cosa era molt més baix que la mitjana nacional de 23,1% (a partir del 1931). Els polonesos constituïen la majoria de la població (90,5%), amb 7,4% alemanys i 1,9% jueus.
Després de la Primera Guerra Mundial, el nombre d'alemanys era 224.254 el 1926 i 203.135 el 1934.
Aquesta és la llista dels comtats del Voivodat de Poznań al 31 d'agost de 1939:
- Comtat de Chodzież (àrea 893 km², pob. 44.500),
- Comtat de Czarnków (àrea 919 km², pob. 43.300),
- Comtat de la ciutat de Gniezno (àrea 18 km², pob. 30.700),
- Comtat de Gniezno (àrea 1 126 km², pob. 57.300),
- Comtat de Gostyń (àrea 701 km², pob. 55.900),
- Comtat de Jarocin (àrea 1 124 km², pob. 87.500),
- Comtat de Kalisz (àrea 1 478 km², pob. 196.700),
- Comtat de Kępno (àrea 1 179 km², pob. 86.900),
- Comtat de Koło (àrea 1 097 km², pob. 109.800),
- Comtat de Konin (àrea 2 152 km², pob. 168.000),
- Comtat de Kościan (àrea 1 057 km², pob. 78.900),
- Comtat de Krotoszyn (àrea 915 km², pob. 75.500),
- Comtat de Leszno (àrea 827 km², pob. 61.200),
- Comtat de Międzychód (àrea 755 km², pob. 31.000),
- Comtat de Mogilno (àrea 1 059 km², pob. 70.300),
- Comtat de Nowy Tomyśl (àrea 1 276 km², pob. 87.300),
- Comtat de Oborniki (àrea 966 km², pob. 50.400),
- Comtat de Ostrów Wielkopolski (àrea 1 194 km², pob. 104.100),
- Comtat de la ciutat de Poznań (àrea 77 km², pob. 246.500),
- Comtat de Poznań (àrea 1 227 km², pob. 91.200),
- Comtat de Rawicz (àrea 523 km², pob. 49.900),
- Comtat de Szamotuły (àrea 1 076 km², pob. 67.700),
- Comtat de Środa Wielkopolska (àrea 800 km², pob. 49.900),
- Comtat de Srem (àrea 921 km², pob. 57.300),
- Comtat de Turek (àrea 1 591 km², pob. 130.500),
- Comtat de Wągrowiec (àrea 1 037 km², pob. 54.300),
- Comtat de Wolsztyn (àrea 754 km², pob. 47.900),
- Comtat de Września (àrea 608 km², pob. 43.700),
- Comtat de Żnin (àrea 739 km², pob. 41.500).

## Ciutats principals
Les ciutats més grans del Voivodat eren (dades segons el cens de 1931):
- Poznań (pob. 246 500),
- Kalisz (pob. 68 300),
- Gniezno (pob. 30 700),
- Ostrów Wielkopolski (pob. 24 400),
- Leszno (pob. 19 400),
- Koło (pob. 13 800)
- Krotoszyn (pob. 13 000),
- Konin (pob. 10 300).

## Minoria alemanya
Segons el cens polonès de 1921 hi havia 16,7% d'alemanys a les zones poloneses (327.846 en total) i 9,2% el 1931 (193.044 en general)
| Comtat de (Nom alemany entre parèntesis)                   | població d'ètnia alemanya (1926) | població d'ètnia alemanya (1934) |
| ---------------------------------------------------------- | -------------------------------- | -------------------------------- |
| Odolanów (Adelnau)                                         | 10.038                           | 9.442                            |
| Międzychód (Birnbaum)                                      | 4.655                            | 4.377                            |
| Bydgoszcz (Bromberg, ciutat)                               | 11.016                           | 10.021                           |
| Bydgoszcz (Bromberg, districte)                            | 13.281                           | 12.211                           |
| Czarnków (Czarnikau)                                       | 5.511                            | 4.773                            |
| Gniezno (Gnesen)                                           | 8.616                            | 7.876                            |
| Gostyń (Gostyn)                                            | 2.395                            | 2.162                            |
| Grodzisk Wielkopolski (Grätz) / Nowy Tomyśl (Neutomischel) | 16.576                           | 16.555                           |
| Inowrocław (Hohensalza)                                    | 8.455                            | 8.096                            |
| Jarocin (Jarotschin) / Pleszew (Pleschen)                  | 4.667                            | 4.019                            |
| Kępno (Kempen) / Ostrzeszów (Schildberg)                   | 16.631                           | 10.889                           |
| Chodzież (Kolmar)                                          | 14.246                           | 12.348                           |
| Koźmin (Koschmin) / Krotoszyn (Krotoschin)                 | 6.542                            | 5.807                            |
| Leszno (Lissa)                                             | 9.917                            | 8.371                            |
| Mogilno (Mogilno) / Strzelno (Strelno)                     | 8.727                            | 7.770                            |
| Oborniki (Obornik)                                         | 9.417                            | 8.410                            |
| Poznań (Posen, ciutat)                                     | 5.980                            | 4.387                            |
| Poznań (Posen, districte)                                  | 4.687                            | 4.252                            |
| Rawicz (Rawitsch)                                          | 6.184                            | 5.038                            |
| Szamotuły (Samter)                                         | 5.029                            | 4.841                            |
| Śmigiel (Schmiegel) / Kościan (Kosten)                     | 3.636                            | 3.488                            |
| Śrem (Schrimm)                                             | 2.802                            | 3.574                            |
| Środa Wielkopolska (Schroda)                               | 2.269                            | 2.029                            |
| Szubin (Schubin)                                           | 10.193                           | 8.879                            |
| Wyrzysk (Wirsitz)                                          | 13.495                           | 12.410                           |
| Wolsztyn (Wollstein)                                       | 10.369                           | 9.313                            |
| Wągrowiec (Wongrowitz)                                     | 8.401                            | 7.143                            |
| Września (Wreschen)                                        | 2.436                            | 2.115                            |
| Żnin (Znin)                                                | 5.404                            | 4.539                            |
| Voivodat de Poznań (total)                                 | 224.254                          | 203.135                          |

## Voivodes
- Wojciech Trąmpczyński 1 d'agost de 1919 – 23 d'octubre de 1919
- Witold Celichowski 1 d'agost 1919 – 2 de gener de 1923
- Adolf Bniński 10 de gener de 1923 – 9 de maig de 1928
- Piotr Dunin-Borkowski 9 de maig de 1928 – 11 d'octubre de 1929
- Roger Adam Raczyński 11 d'octubre de 1929 – 31 de juliol de 1934
- Stanisław Kaucki 1 d'agost de 1934 – 15 de gener de 1935 (representant)
- Artur Maruszewski 16 de juny de 1935 – 23 de juny de 1935
- Mikołaj Kwaśniewski 26 de juny de 1935 – 13 de setembre de 1935
- Tadeusz Walicki 19 de setembre de 1935 – 29 d'octubre de 1935 (representant)
- Artur Maruszewski 29 d'octubre de 1935 – 19 de maig de 1939
- Ludwik Bociański 19 de maig de 1939 – 12 de setembre de 1939
- Cyryl Ratajski 4 de setembre de 1939 – 12 de setembre de 1939 (representant)